# Энен, Жан де

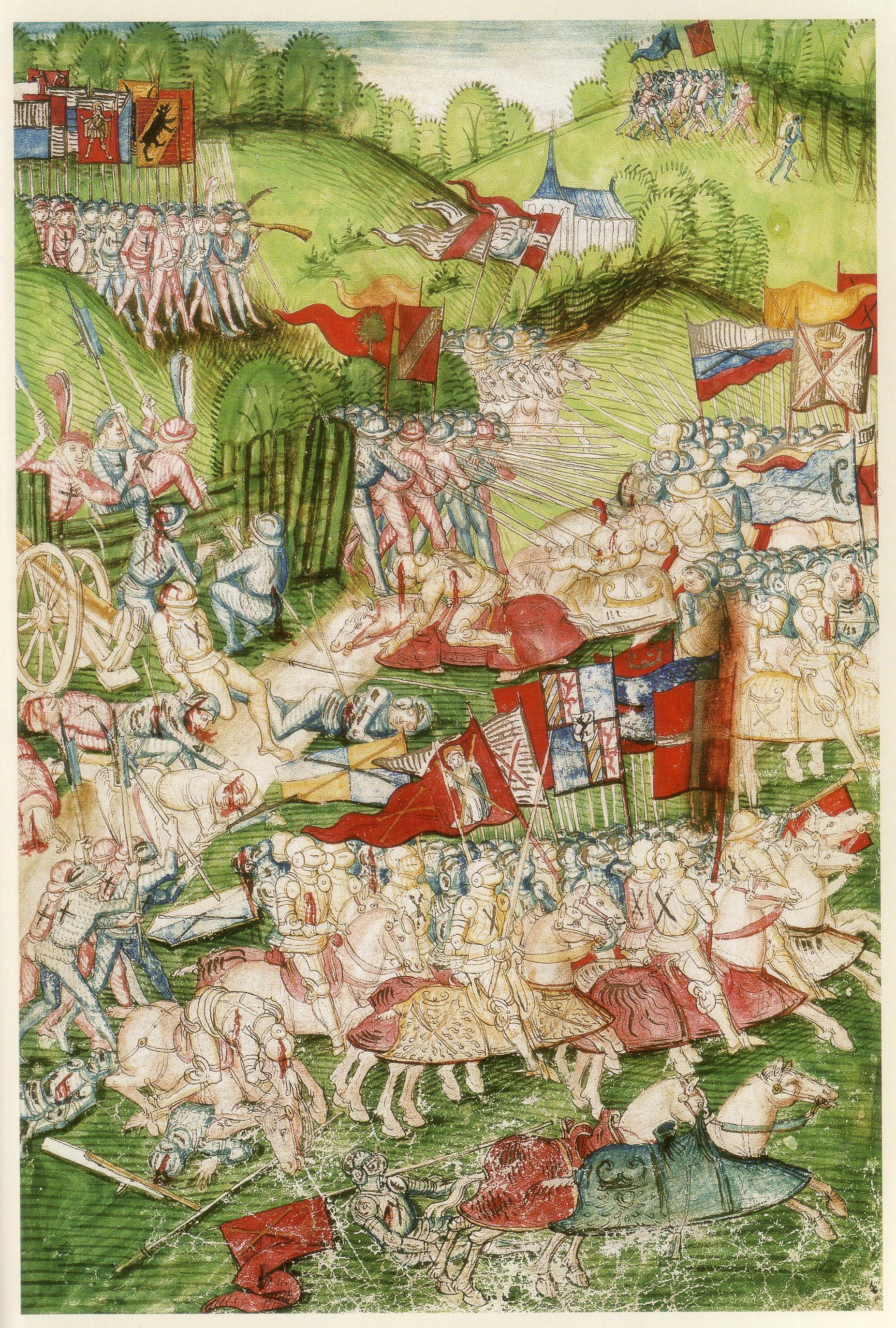
Бургундская жандармерия в битве при Муртене. Миниатюра из «Бернской хроники» Диболда Шиллинга Старшего (1483)

Жан де Энен, сеньор де Лувинье, д’Омфруапре, дю Брюк и д’Оби (фр. Jean de Haynin, или Jean de Louvegnies; 14 октября 1423, Лилль — 12 мая 1495) — бургундский рыцарь, жандарм и военный историк, один из летописцев бургундских войн, автор мемуаров (фр. Mémoires de Jean, sire de Haynin et de Loivignies).

## Биография
Выходец из старинных рыцарских родов д’Омфруапре и Вамбреши, принадлежавших к дому Энен из графства Эно (Геннегау), вассалов герцогов Бургундии. Носил титулы сеньора де Лувинье, дю Брюк и д’Оби.
Родился 14 октября 1423 года в родовом замке Энен недалеко от столицы Эно г. Монса, в семье Пьера Броньяра де Энена, занимавшего в 1409—1418 и 1424—1425 годах должность великого бальи Эно. В юности предположительно участвовал в Столетней войне на стороне англичан. В 1452 году поступил на службу к герцогу Филиппу Доброму, приняв участие в сражении при Рупельмонде (Восточная Фландрия), а в 1453-м — при Гавре (Нормандия).
С 1465 по 1471 год вместе со своими людьми состоял на службе в отряде рыцаря-баннерета Жака де Люксембурга, сеньора де Фьенна. Участвовал в военном походе Карла Смелого (тогда графа Шароле) во Францию 1465 года на стороне Лиги общественного блага и историческом сражении при Монлери, взятии в 1466 году Динана, а также Бургундских войнах (1474—1477).
Принимал активное участие в формировании корпуса бургундских конных жандармов и организации ордонансовых рот (1471—1476). После гибели в январе 1477 года Карла Смелого в битве при Нанси, ушёл с военной службы, занявшись домашними делами и составлением мемуаров.
Умер 12 мая 1495 года в своём замке и был похоронен в местной приходской церкви.

## Семья
Около 1456 года вступил с брак с Мари де Рошин (ум. 1480), дочерью барона Бодри де Рошина из Валансьена, от которой имел не менее семи сыновей (Жана, Антони, Пьера, Франсуа, Бернара, Николя, Жислена) и пяти дочерей (Колетт (Николь), Жанну-Катрин, Мадлен, Барбе, Анн).

## Сочинения
Свои мемуары (фр. Les Mémoires de messire Jean, seigneur de Haynin et de Louvegnies, chevalier), хронологически охватывающие события с 1465 по 1477 год, де Энен начал составлять 22 мая 1466 года. Они подразделяются на две части, наибольшую ценность из них имеет первая, за 1465—1470 годы, в значительной степени основанная на личных наблюдениях автора; вторая же, охватывающая события 1470—1477 годов, писалась им явно с чужих слов.
По своему характеру мемуары де Энена не являются целостным сочинением и, по сути, представляют собой набор отрывков, посвящённых отдельным событиям из жизни автора или истории страны. По мнению ряда исследователей, их не особо искушённый в литературных делах автор первоначально делал отдельные черновые записи о том, что заслуживало его внимания и памяти, а уже после возможного их рецензирования и переработки включал их в текст. В качестве рецензентов его труда могли выступать более осведомлённые современники, в частности, придворный историограф бургундских герцогов Жорж Шателен или советник Филиппа Доброго Жак дю Клерк.
В частности, де Эненом описывается война Лиги общественного блага с королём Людовиком XI и битва при Монлери (1465), разорение Динана (1466), захват Льежа и пышные похороны герцога Филиппа Доброго (1467), сватовство и брак Карла Смелого с Маргаритой Йоркской (1468), поход герцога Карла на графство Гелдерн и взятие его столицы Неймегена (1473), а также военные действия периода Бургундских войн, в том числе осада Нойса (1474—1475), сражения при Грансоне, при Муртене (1476) и при Нанси (1477). Излагаются также отдельные события войны Алой и Белой розы в Англии, в частности, смерть Генриха VI Ланкастерского и Ричарда Невилла графа Уорика, а также приход к власти Эдуарда IV Йоркского (1471). При этом, судя по всему, де Энен не принимал никакого участия в военных кампаниях против швейцарцев.
Мемуары де Энена содержат ценные подробности относительно военной организации, устройства, комплектования, оснащения и снабжения бургундской армии. В частности, подробно описывается структура, численный состав, вооружение ордонансовых рот Карла Смелого, указываются имена их капитанов (кондюкто), лейтенантов и некоторых жандармов.
Значительный интерес представляют также приведённые в тексте мемуаров копии писем очевидцев и участников описываемых событий. Наблюдения де Энена, профессионального военного, весьма точного в именах, цифрах и датах, выгодно отличают его сочинение от записок его современников, в частности, Оливье де Ламарша и Жака дю Клерка, излагавших свои мысли более совершенным стилем, но более пристрастных в своих оценках. Вместе с тем, в соответствии с представлениями своего сословия, де Энен не забывает рассказать читателю о своём роде и своей семье, а в начале каждой части указывает свой возраст. Литературный стиль мемуаров безыскусен и далёк от риторического.
По словам бельгийского филолога Альбера Анри, мемуары де Энена содержат первые записи образцов валлонского языка. Описывая сражение между войском Карла Смелого и льежцами 20 октября 1465 года при Монтенакене, де Энен чётко отличает последних от «валлонов», т. е. романоязычного населения Бургундских Нидерландов, в отношении которых в графстве Эно до середины XV века использовался этноним «walesc». Боевым кличем льежцев, пишет он, является «Sain Denis et Sain Lambert», т. е. «Святой Дени и Святой Ламбер», тогда как валлоны кричат при наступлении «Mourregot» («Marie, moeder got»), т. е. «Мария, матерь божья».
Мемуары де Энена сохранились в нескольких рукописях, две из которых (MS II 2545 и MS 11677–11683) находятся в собрании Королевской библиотеки Бельгии в Брюсселе, одна в Королевской национальной библиотеке Нидерландов в Гааге, и ещё одна в библиотеке Лауренциана во Флоренции. Критическое двухтомное издание мемуаров было выпущено в 1842 году в Монсе под редакцией Рене Юбера Шалона. В 1905—1906 годах в Льеже вышла их новая публикация, заново отредактированная бельгийским историком-архивистом Дьёдонне Брауэрсом.
Также де Энен является автором не дошедшего до нас сочинения «Вступление Людовика XI в Париж и его коронация» (фр. L’Entrée de Louis XI à Paris et son sacre).

## Публикации
- Les mémoires de messire Jean, seigneur de Haynin et de Louvegnies, chevalier, 1465—1477, publiée par René Hubert G. Chalon. — Tomes 1—2. — Mons: Hoyois, 1842. — (Société des bibliophiles de Mons, 11).
- Mémoires de Jean, sire de Haynin et de Loivignies (1465—1477). Nouvelle édition publiée par Dieudonné Brouwers. — Tomes 1—2. — Liège: Cormaux, 1905—1906. — (Société des bibliophiles liégeois).
- Anne-Catherine de Nève de Roden (ed.). L’Entrevue de Péronne et le sac de Liège. Édition critique d'un extrait des 'Mémoires' de Jean de Haynin, onuitgegeven licentiaatsthesis. — Louvain-la-Neuve, 1995.